# Bangun (Pulau Rakyat)
Bangun is een bestuurslaag in het regentschap Asahan van de provincie Noord-Sumatra, Indonesië. Bangun telt 1540 inwoners (volkstelling 2010).